# ریورساید (یوتا)
ریورساید (به انگلیسی: Riverside) یک منطقهٔ مسکونی در ایالات متحده آمریکا است که در شهرستان باکس الدر، یوتا واقع شده‌است. ریورساید ۱۷٫۴ کیلومتر مربع مساحت و ۷۶۰ نفر جمعیت دارد و ۱٬۳۳۰ متر بالاتر از سطح دریا واقع شده‌است.